# Dulce et Decorum est (Gedicht)

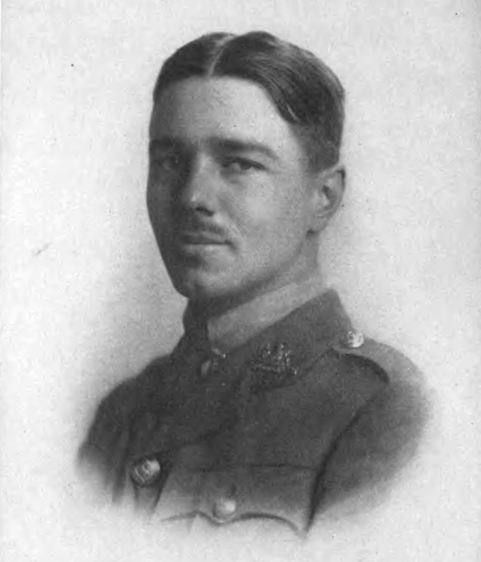
Wilfred Owen

Dulce et Decorum est (Latein für: süß und ehrenvoll ist es) ist der Titel des wohl bekanntesten Gedichts des britischen Dichters Wilfred Owen, das dieser Ende 1917 während des Ersten Weltkriegs verfasste. Es beschreibt einen Gasangriff und den dadurch verursachten qualvollen Tod eines unbekannten Soldaten. Veröffentlicht wurde das Werk erst postum 1920.

## Geschichte

### Entstehungsgeschichte

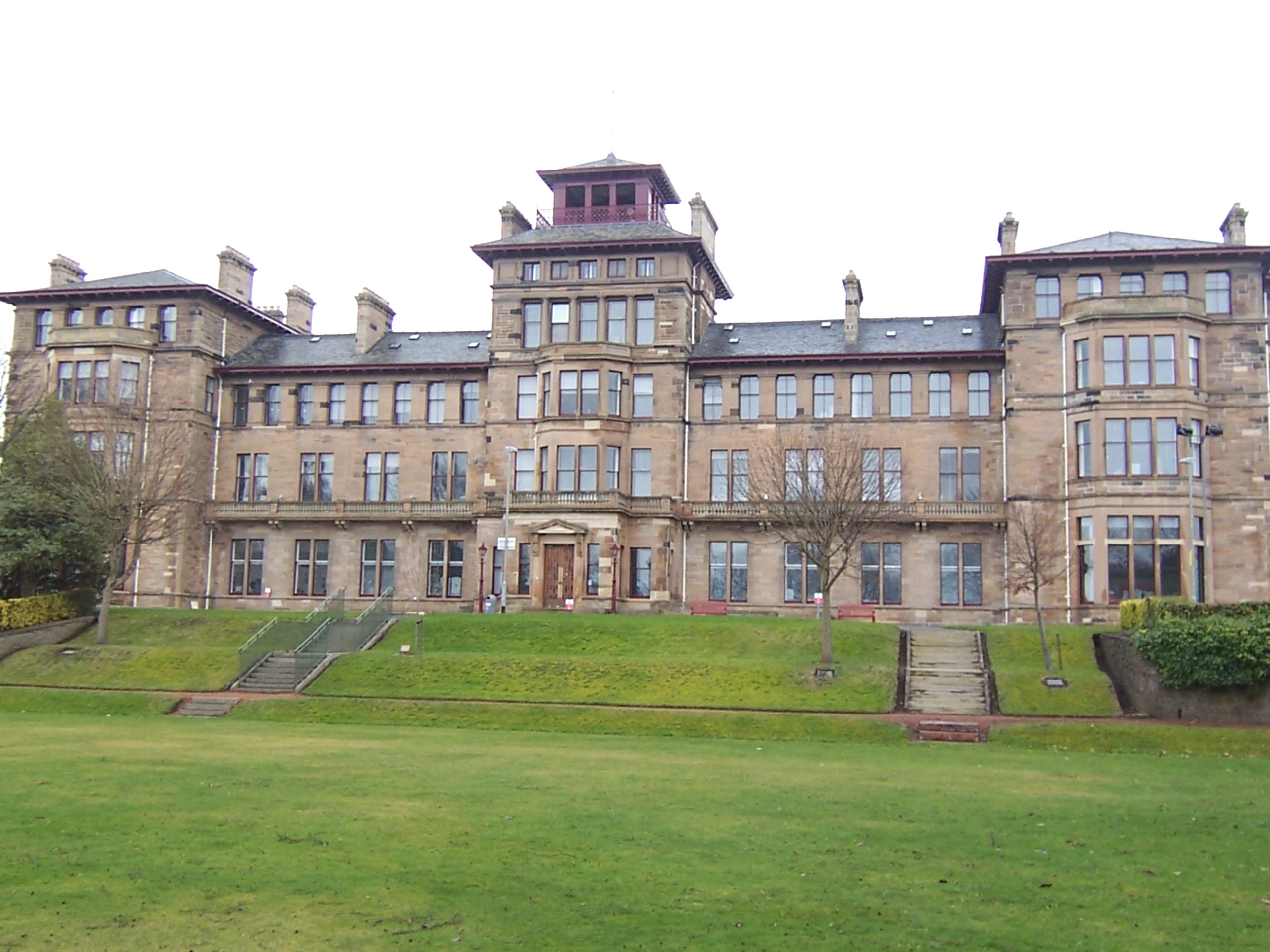
Craiglockhart War Hospital, hier entstand Dulce et Decorum est.

Am 21. Oktober 1915 trat Owen freiwillig in die britische Armee ein. Nach mehrmonatiger Ausbildung wurde er als Offizier des Manchester Regiment nach Frankreich entsandt, um an den dortigen Stellungskämpfen teilzunehmen. Bereits kurz darauf musste Owen wegen posttraumatischer Belastungsstörungen zur medizinischen Behandlung in das Craiglockhart-Krankenhaus nahe Edinburgh in Schottland geschickt werden. Während seines Aufenthalts lernte er den dort ebenfalls eingewiesenen Siegfried Sassoon kennen, wie Owen ein junger britischer Kriegsteilnehmer und Dichter. Beide freundeten sich an. Sassoon war zu dieser Zeit bereits ein bekannter Schriftsteller und hatte nachhaltigen Einfluss auf Owens weitere Entwicklung als Dichter. So machte er ihn im Lazarett unter anderem mit Robert Graves bekannt, der Owen wiederum nach dem Aufenthalt im Craiglockhart-Krankenhaus mit weiteren Schriftstellern in Kontakt brachte.

### Text
Dulce et Decorum est

Bent double, like old beggars under sacks,

Knock-kneed, coughing like hags, we cursed through sludge,

Till on the haunting flares we turned our backs

And towards our distant rest began to trudge.

Men marched asleep. Many had lost their boots

But limped on, blood-shod. All went lame; all blind;

Drunk with fatigue; deaf even to the hoots

Of disappointed shells that dropped behind.

Gas! GAS! Quick, boys!-- An ecstasy of fumbling,

Fitting the clumsy helmets just in time;

But someone still was yelling out and stumbling

And floundering like a man in fire or lime.--

Dim, through the misty panes and thick green light

As under a green sea, I saw him drowning.

In all my dreams, before my helpless sight,

He plunges at me, guttering, choking, drowning.

If in some smothering dreams you too could pace

Behind the wagon that we flung him in,

And watch the white eyes writhing in his face,

His hanging face, like a devil's sick of sin;

If you could hear, at every jolt, the blood

Come gargling from the froth-corrupted lungs,

Obscene as cancer, bitter as the cud

Of vile, incurable sores on innocent tongues,--

My friend, you would not tell with such high zest

To children ardent for some desperate glory,

The old Lie: Dulce et decorum est

Pro patria mori.
Dulce et Decorum est

Zweifach gebeugt wie alte Bettler unter ihrem Sack,

X-beinig, hustend wie alte Weiber, fluchten wir uns durch Schlamm,

Bis wir den herumgeisternden Leuchtkugeln den Rücken zuwandten

Und unserer fernen Ruhe entgegentrotteten.

Männer marschierten im Schlaf. Viele hatten ihre Stiefel verloren

Aber hinkten auf blutigen Sohlen weiter. Alle wurden lahm, alle blind,

Trunken von Erschöpfung, taub selbst für das Heulen

Der fehlgegangenen Granaten, die hinter uns einschlugen.

Gas! GAS! Schnell, Jungs! - eine ekstatische Fummelei,

Um die plumpen Helme rechtzeitig aufzusetzen.

Aber jemand schrie da noch und taumelte

Und zappelte wie ein von Feuer oder Ätzkalk Verbrannter.

Undeutlich, durch die beschlagene Scheibe und trübes grünes Licht

Wie in einem grünen Meer, sah ich ihn ertrinken.

In all meinen Träumen, vor meinen hilflosen Augen,

Taucht er auf mich zu, flackernd, würgend, ertrinkend.

Wenn auch du in erdrückenden Träumen liefest

Hinter dem Wagen, in den wir ihn warfen,

Und die verdrehten weißen Augen in seinem Gesicht sähest,

In seinem hängenden Gesicht, wie das eines Teufels, der der Sünde müde ist,

Wenn du hören könntest, wie bei jedem Stoß das Blut

Gurgelnd aus seinen schaumgefüllten Lungen läuft,

Ekelerregend wie der Krebs, bitter wie das Wiederkäuen

Von Auswurf, unheilbare Wunden auf unschuldigen Zungen,

Mein Freund, du erzähltest nicht mit so großer Lust

Kindern, die nach einem verzweifelten Ruhmesglanz dürsten,

Die alte Lüge: Dulce et decorum est

Pro patria mori.

### Form und Inhalt

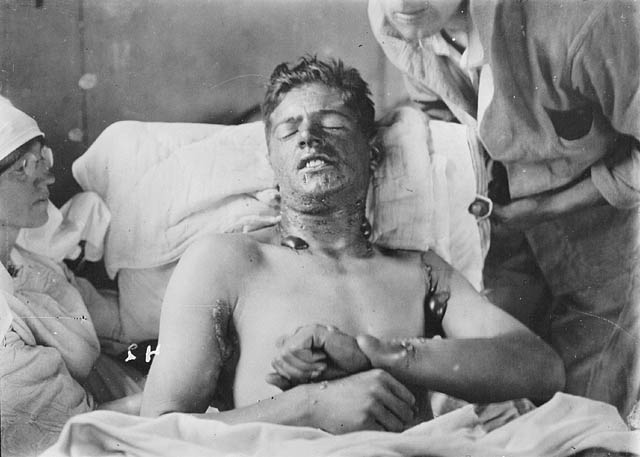
Ein kanadischer Soldat, Opfer eines Giftgasangriffes (ca. 1917/18).

Dulce et Decorum est gilt als eines der Meisterwerke nicht nur Owens, sondern englischer Gedichte aus der Zeit des Ersten Weltkrieges insgesamt. Der Titel leitet sich von der Zeile „Dulce et decorum est pro patria mori“ („Süß und ehrenvoll ist's, für’s Vaterland zu sterben.“) des römischen Dichters Horaz ab. Diese Zeile wurde nicht erst im Ersten Weltkrieg oft zu propagandistischen Zwecken von diversen Konfliktparteien instrumentalisiert, um den Kriegsdienst an sich und das Sterben im Krieg als heroischen Akt zu verklären.
Bei Owen ist dieses Zitat jedoch nicht heroisierend gemeint, sondern er verwendet es ironisch, gar sarkastisch. In der letzten Zeile seines Gedichtes wird dies deutlich:

„The old Lie: Dulce et decorum est / Pro patria mori.“

„Die alte Lüge: Dulce et decorum est / Pro patria mori.“

Die älteste datierte Version des Gedichtes stammt vom 16. Oktober 1917 aus einem Brief, den Owen an seine Mutter schrieb. Darin enthalten war das neue Gedicht mit dem Hinweis:

„… here is a gas poem, done yesterday, (which is not private, but not final). The famous Latin tag means of course It is sweet and meet to die for one's country. Sweet! And decorous!!“

„…hier ist ein Gasgedicht, gestern geschrieben (das nicht privat, aber noch nicht fertig ist). Die berühmte lateinische Titelzeile bedeutet natürlich ‚Es ist süß und ehrenvoll für sein Land zu sterben. Süß! Und ehrenvoll!!’“

Dulce et Decorum est umfasst 28 Zeilen, die in vier Strophen unterschiedlicher Versanzahl (8–6–2–12) geordnet sind. Owen schildert in seinem Gedicht, wie mehrere Soldaten am Ende ihrer physischen und psychischen Kräfte durch das Kampfgebiet mehr taumeln als marschieren. Plötzlich erfolgt ein Giftgas-Angriff. In Panik versuchen die Männer ihre Gasmasken aufzusetzen. Einer schafft es nicht rechtzeitig und stirbt qualvoll vor des Autors Augen.

#### Widmung
Von Dulce et Decorum est sind vier z. T. geringfügig voneinander abweichende Manuskriptfassungen erhalten. Jeweils zwei befinden sich heute in der British Library und in der English Faculty Library der Universität Oxford. Einige weisen unter dem Titel eine Widmung auf, die aber später aus Gründen des Gesamteindrucks erst geändert und schließlich ganz entfernt wurde. Owens „Widmung“ ist jedoch keine im eigentlichen Sinne, denn sie ist als Anklage zu verstehen. Im Manuskript B findet sich:

„To Jessie Pope etc.“

„Für Jessie Pope etc.“

Dies änderte Owen selbst in Manuskript D in:

„To a certain Poetess“

„Für eine gewisse Dichterin“

Jessie Pope (1868–1941) war eine bekannte britische Schriftstellerin und Journalistin, die während des Ersten Weltkrieges v. a. durch Gedichte hurra-patriotischen Inhalts bekannt wurde, mit denen sie versuchte, junge Männer zu „motivieren“ bzw. moralisch unter Druck setzte, sich freiwillig zum Kriegsdienst zu melden. Eines ihrer damals bekanntesten Kriegsgedichte trug den Titel Who’s for the game? („Wer will mitspielen?“ oder „Wer will dabei sein?“), andere trugen Titel wie The Call („Der Ruf“) oder Who’s for the Trench – Are you, my laddie („Wer will in den Schützengraben – Du, mein Junge?“).
In einer ersten Fassung „widmete“ Owen das Gedicht Pope, weil er sie und ihre jingoistischen, kriegsverherrlichenden Gedichte dafür mit verantwortlich machte, dass so viele junge Männer an den Fronten starben. Mit den letzten drei Zeilen des Gedichtes wandte er sich sozusagen „direkt“ an Pope:

„My friend, you would not tell with such high zest / To children ardent for some desperate glory, / The old Lie: Dulce et decorum est / Pro patria mori.“

„Mein(e) Freund(in), Du würdest nicht mit so großem Vergnügen / Kindern, gierig nach verzweifeltem Ruhm / Die alte Lüge auftischen: Dulce et decorum est / Pro patria mori.“

Mit zunehmender Dauer des Krieges und sich mehrenden Berichten vom Gräuel der Geschehnisse v. a. in Frankreich wuchs der Einfluss von kriegsteilnehmenden Autoren wie Owen, Sassoon und anderen. Im gleichen Maße, wie deren Popularität stieg, sank diejenige von Autoren wie Jessie Pope rapide. Pope ist heute so gut wie vergessen.

### Rezeption
Wilfred Owen fiel im Alter von 25 Jahren am 4. November 1918, genau eine Woche vor Kriegsende, bei Kämpfen am Canal de la Sambre à l’Oise, nahe der kleinen französischen Ortschaft Joncourt im Département Aisne. Postum wurde ihm das Military Cross für Tapferkeit vor dem Feind verliehen.
Neben Rupert Brooke, Isaac Rosenberg, Siegfried Sassoon und Charles Sorley gilt Owen als einer der herausragendsten Vertreter der englischen War poets („Kriegsdichter“), von denen die meisten im Ersten Weltkrieg umkamen. Zu seinen wichtigsten Werken zählen neben Dulce et Decorum est, die Gedichte Anthem for Doomed Youth („Hymne für eine dem Untergang geweihte Jugend“), Insensibility, Futility und Strange Meeting. Einige seiner Worte haben Eingang in den allgemeinen Sprachgebrauch gefunden, wie z. B. Dulce et Decorum est als ironische Anspielung oder [My subject is] War, and the pity of War. („[Meine Sujet ist der] Krieg und das Leid des Krieges.“) sowie The Poetry is in the pity. („Die Poesie liegt im Mitleid.“). Die letzten beiden Zitate stammen aus Owens selbst verfasstem Vorwort für einen Gedichtband, den er 1919 herausbringen wollte. Der englische Komponist Benjamin Britten verarbeitete neun Gedichte Owens in seinem 1961 begonnenen und 1962 vollendeten War Requiem. Auf der Titelseite der Partitur finden sich Owens Worte:

„My subject is War, and the pity of War.

The Poetry is in the pity…

All a poet can do today is warn.“

„Mein Thema ist der Krieg und das Leid des Krieges.

Die Poesie liegt im Mitleid…

Alles, was ein Dichter heute tun kann, ist warnen.“